# Kurd Semler
Kurd Semler (* 16. November 1879 in Braunschweig; † 5. November 1965 ebenda) war ein deutscher Jurist, CDU-Politiker und von 1952 bis 1954 Oberbürgermeister von Braunschweig.

## Leben
Sein Vater war der Justizrat und Braunschweigische Landtagspräsident Wilhelm Semler († 1929). Kurd Semler legte sein Abitur am Braunschweiger Martino-Katharineum ab und studierte Rechtswissenschaften in Freiburg, München und Berlin. An der Universität Heidelberg wurde er 1903 zum Dr. jur. promoviert. Er legte 1905 das Staatsexamen ab und war seit 1906 in seiner Heimatstadt als Rechtsanwalt und Notar tätig. Semler war seit 1927 Mitglied in der Braunschweiger Freimaurerloge „Carl zur gekrönten Säule“. Nach Ende des Zweiten Weltkriegs wirkte Semler an der Reorganisation der Braunschweiger Rechtsanwaltskammer mit, deren Präsident er wurde. Er gehörte im Februar 1946 zu den Mitbegründern des CDU-Kreisverbandes. In den Jahren 1946 bis 1957 war er CDU-Ratsherr. Von 1954 bis 1957 hatte er das Präsidium der Raabe-Gesellschaft inne.

### Braunschweiger Oberbürgermeister
Semler wurde am 3. Dezember 1952 Oberbürgermeister der Stadt Braunschweig als Nachfolger des SPD-Politikers Otto Bennemann. Er war während seiner Amtszeit auf die Unterstützung durch die Deutsche Partei und den Block der Heimatvertriebenen und Entrechteten angewiesen. Bereits nach zwei Jahren trat er das Amt des Oberbürgermeisters am 15. Dezember 1954 an seinen Vorgänger Bennemann ab.
Semler starb 1965 in Braunschweig.